# Vitbrynad busksparv
Vitbrynad busksparv (Chlorospingus pileatus) är en fågel i familjen amerikanska sparvar inom ordningen tättingar.

## Utseende
Vitbrynad busksparv är en liten och knubbig tangaraliknande sparv. Ovansidan är matt olivgrön och undersidan ljusare gulgrön. På huvudet syns svartaktigt på kind och hjässa, vitaktig strupe, ett tydligt vitt ögonbrynsstreck och tjock näbb. Könen är lika. Arten är överlag mycket lik glasögonbusksparv, men denna har en vit fläck bakom ögat och inget ögonbrynsstreck. 

## Utbredning och systematik
Vitbrynad busksparv förekommer i bergstrakter i Centralamerika och behandlas antingen som monotypisk eller delas in i två underarter med följande utbredning:
- Chlorospingus pileatus pileatus – Costa Rica och västra Panama (Volcán de Chiriquí)
- Chlorospingus pileatus diversus – västra Panama (östra Chiriquí)

### Familjetillhörighet
Tidigare fördes de amerikanska sparvarna till familjen fältsparvar (Emberizidae) som omfattar liknande arter i Eurasien och Afrika. Flera genetiska studier visar dock att de utgör en distinkt grupp som sannolikt står närmare skogssångare (Parulidae), trupialer (Icteridae) och flera artfattiga familjer endemiska för Karibien. Samma studier visar också att busksparvarna i Chlorospingus, tidigare placerade i familjen tangaror (Thraupidae), är en del av familjen.

## Levnadssätt
Vitbrynad busksparv hittas i skogar och skogsbryn. Där rör den sig i små men ljudliga grupper i undervegetationen, ofta som en del av artblandade kringvandrande flockar.

## Status
Arten har ett stort utbredningsområde och beståndet anses stabilt. Internationella naturvårdsunionen IUCN listar den därför som livskraftig (LC). Beståndet uppskattas till i storleksordningen 50 000 till en halv miljon vuxna individer.